# Pietro Domenico Polfranceschi
Pietro Domenico Polfranceschi est un politicien et militaire vénitien, né à Vérone le 28 avril 1766, et mort dans la même ville le 24 février 1845 .

## Biographie
Pietro Domenico Polfranceschi est le fils de Girolamo Polfranceschi et de Fiorenza Bonnetti de Legnano. Les Polfranceschi étaient une famille noble de Vérone depuis 1414. Il a commencé sa formation militaire au Collège militaire de Vérone.
Il est capitaine dans l'armée de la république de Venise à la fin 1797, au moment de l'arrivée de l'armée française commandée par Napoléon Bonaparte. Il devient alors un membre de la première République cisalpine après sa formation, en 1797. Il est élu le 25 juillet 1797 député au Congrès de Bassano. C'est à cette époque qu'il a rédigé un projet de Garde nationale pour Vérone. Il a d'abord été nommé premier secrétaire, puis président du Congrès de Bassano. Le 18 octobre 1797, par le traité de Campo-Formio qui met fin à la Première Coalition, Napoléon Bonaparte a cédé la République de Venise, la Dalmatie et l'Istrie à la maison d'Autriche détruisant les aspirations de liberté des patriotes vénitiens. Déçu, Polfranceschi est retourné à Vérone.
Le 9 novembre, Napoléon Bonaparte a créé le corps législatif bicaméral de la République cisalpine à Milan. Il lui a alors accordé la citoyenneté cisalpine et nommé junior de l'assemblée législative de la République cisalpine. Claude-Joseph Trouvé (1768-1860), ambassadeur français auprès de la République cisalpine en février 1798 a imposé une nouvelle constitution liant les politiques intérieure et extérieure de la République cisalpine à celles de la République française adoptée le 8 juillet. Polfranceschi est nommé dans le nouveau Grand conseil le 19 octobre.
Le 11 novembre 1797, il a épousé à Paris Caroline Hubert dont il a eu huit enfants. 
La Deuxième Coalition a amené une offensive austro-russe en Italie en avril 1799. La direction de la République cisalpine s'est retirée à Chambéry. Polfranceschi s'est réfugié en France. Il a probablement rédigé avec Giovanni Fantoni, en exil à Grenoble, il a rédigé l'opuscule II grido dell'Italia (Le cri de l'Italie) en juillet 1799. Pendant son exil en France, il a rédigé deux pamphlets pour répondre aux accusations de François Rivaud (1754-1836), qui avait succédé à Trouvé comme ambassadeur près la République cisalpine, sur le départ des patriotes italiens de Milan. Il participe avec une légion de volontaires italiens à la campagne d'Italie, d'abord sous les ordres de Joubert puis sous le commandement de Napoléon Bonaparte jusqu'à la victoire de Marengo.
En 1801, il est pendant quelques mois ministre de la guerre de la seconde République cisalpine. Nommé général de brigade, il organise la gendarmerie du royaume d'Italie sur le modèle français. En 1810, il est nommé comte de l'Empire par Napoléon Ier en personne. Après le retour des Autrichiens, il est relevé de ses fonctions, en 1814. Son titre de noblesse a été confirmé par l'administration du royaume de Lombardie-Vénétie en 1817, puis en 1819.